# 烏氏角莖鱂
烏氏角莖鱂，為輻鰭魚綱鯉齒目鯉齒亞目花鳉科的其中一種，分布於南美洲巴西das Velhas河、São Francisco河流域，體長可達1.7公分，屬雜食性，生活習性不明。

## 擴展閱讀
維基物種上的相關：烏氏角莖鱂